# John Rea Neill

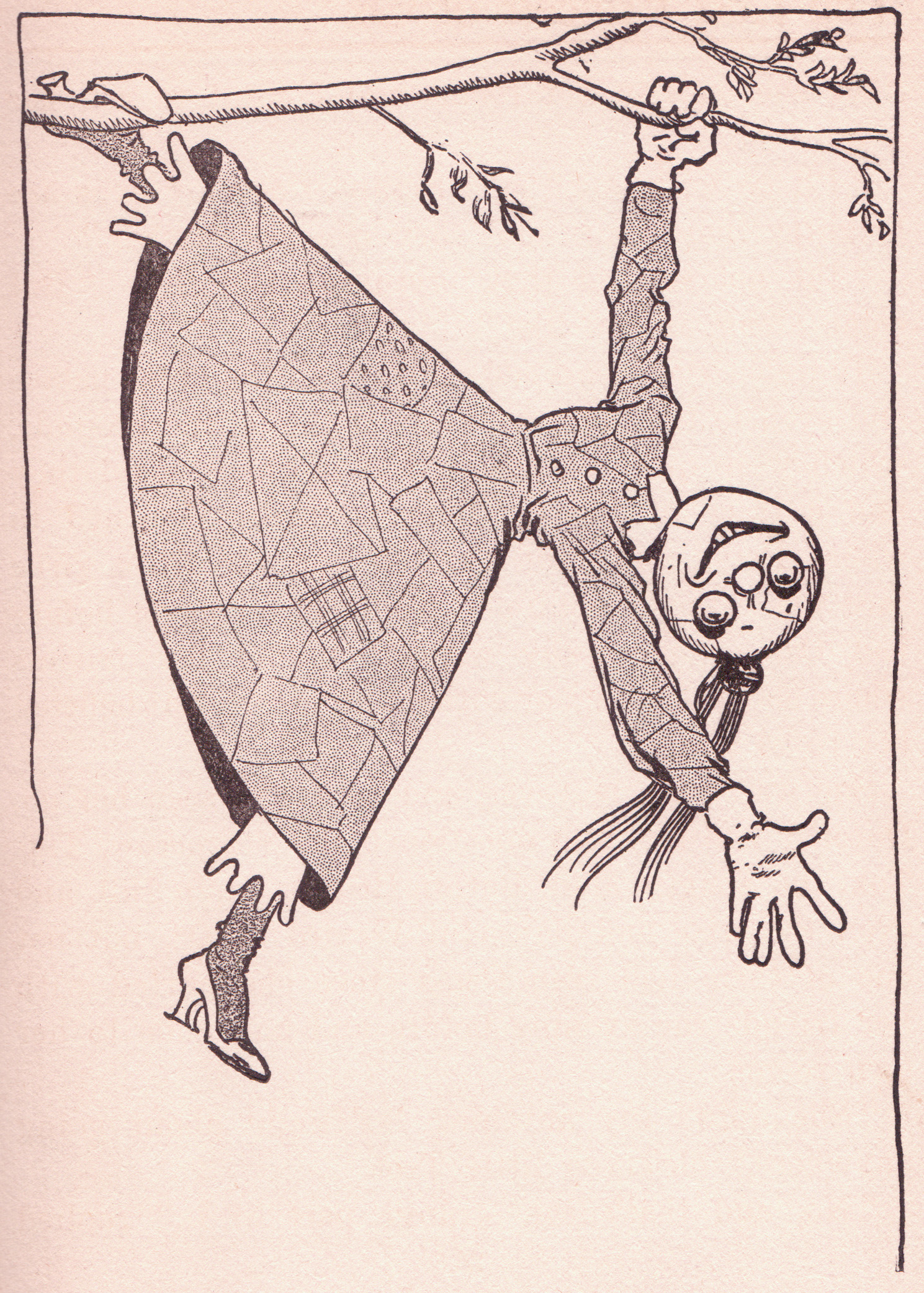
Illustration von John R. Neill

John Rea Neill (* 12. November 1877 in Philadelphia; † 13. September 1943) war ein US-amerikanischer Zeitschriften- und Kinderbuchillustrator.
1895 studierte Neill an der Pennsylvania Academy of the Fine Arts, brach dieses Studium jedoch schon nach dem ersten Semester ab.
Bekannt wurde er vor allem durch seine Illustrationen in mehr als 40 Geschichten über das Land of Oz.
Neills Illustrationen erschienen darüber hinaus in den führenden Magazinen Amerikas der ersten Jahrzehnte des 20. Jahrhunderts, darunter: Argosy, Collier’s, Vanity Fair, The Saturday Evening Post, The Ladies Home Journal, Century, Pictorial Review, The Delineator, Boys' Life, St. Nicholas, The People's Home Journal, Adventure und viele weitere.